# 옐렉트로자보츠카야역 (볼샤야 콜체바야선)
옐렉트로자보츠카야역(러시아어: Электрозаводская)은 모스크바 지하철 볼샤야 콜체바야 선의 역이다. 이 역은 네크라솝스카야 선 연장 개통의 일환으로 2020년 12월 31일에 개통되었고 2023년까지 네크라솝스카야 선이 임시 운행하여 시종착역의 기능을 한다.
본래 역명은 아르바츠코 포크롭스카야 선의 옐렉트로자보츠카야 역이 인근에 있는 것에서 제정되었다. 역명의 변천은 2015년 7월 29일 모스크바 시 정부가 야우자 강의 룹촙스카야 은행에서 유래하여 공식적으로 "룹촙스카야"로 역명을 제정하였다가, 2019년 11월 5일에 현재의 역명으로 환원되었다.